# 愛之風富山鐵道
愛之風富山鐵道股份有限公司（日語：あいの風とやま鉄道株式会社），簡稱愛之風富山鐵道，是一家位於日本富山縣的第三部門鐵路經營者，總部設於富山縣富山市牛島町24-7、富山站旁的辦公建築內。
在2015年3月14日北陸新幹線長野站至金澤站之間路段通車後，西日本旅客鐵道所屬的北陸本線部分路段因而成為並行在來線，為了承接經營倶利伽羅車站至市振車站之間位於富山縣內的路段，因而富山縣政府與鐵路沿線的行政區劃，以及當地的企業北陸電力、北陸銀行、INTEC、YKK共同出資成立此公司。
公司名稱是透過公開召募後，由一位居住於高岡市的女性市民的提案獲選，其中（Ainokaze，又稱）原本是指每年春季至夏季沿著日本海海岸由東北朝東南方向吹拂的季候性微風，古時居民相信這段時期的風能令農作物和漁獲豐收，是帶來幸運的風，相關的名稱亦出現於《萬葉集》等與富山有地緣關係的古代文學作品當中。因地理位置緣故，在富山縣境內「愛之風」大致是以東到西吹的方向橫貫縣境，與此條鐵路路線由東至西伸展的鐵路線吻合，因此被選為新成立的鐵路公司之命名。除了是季節風的名稱外，也象徵了與搭乘旅客的「相遇」和富山縣民的「愛」，因此公司名稱也帶有「愛之風」的意思。

## 營運路線
| 中文線名         | 日文線名 | 起點     | 終點 | 距離（公里） |
| ---------------- | -------- | -------- | ---- | ------------ |
| 愛之風富山鐵道線 |          | 俱利伽羅 | 市振 | 98.7         |

兩邊公司區界雖然設於倶利伽羅及市振，但由於兩站皆並非座落於富山縣，所以只有使用權而沒有管理權，實際管理車站為富山縣內的石動～越中宮崎。
正式通車後，路線與另外兩間第三鐵道公司「IR石川鐵道」及「越後朱鷺鐵道」進行直通運行，以富山及泊為轉車站，列車可由富山西行直通至金澤、東行至糸魚川；然而，過往直通至直江津的安排則取消，直通糸魚川的列車也減至每天2來回，取以代之的是在泊轉乘越後朱鷺鐵道的列車前往糸魚川及直江津，這安排導致其管轄的越中宮崎，絕大部份班次均由越後朱鷺鐵道的列車負責營運的奇怪現象。
另外，因應在來線特急列車取消，特別開設了3來回金澤至泊的快速列車「愛之風Liner」（あいの風ライナー）。至於原本晨早由城端線單向經高岡直通至富山站的安排也獲維持。
北陸本線易手後，富山縣內JR西日本仍會繼續營運高山本線、城端線及冰見線，同時位於石川縣仍由JR西日本經營的七尾線亦存有不少乘客，不少人擔心易手後導致車費大幅加價，因此愛之風富山鐵道宣佈推出一系列的優惠措施，減輕這些線路居民的加價負擔。而在開業首兩年，JR西日本承諾可以繼續使用其原來操作管理系統，及後則須使用自己的操作管理系統。

### 今後計劃
然而，同樣位於縣內的城端線及冰見線長久以來均存在用車殘舊，班次不穩、社會老年少子化及過疎化的問題（特別在南礪市及礪波市），即使新高岡站的啟用亦對整體客量幫助不大，富山縣及高岡市都曾希望對兩線進行改善工程，包括參照萬葉線的經驗，將兩線電化及輕鐵化，又或是更換列車。不過，由於費用高昂，而JR西日本又要求沿線自治體分擔開支，財政較弱的礪波市和南礪市均有所保留，在經過多輪跨組織的「城端線、冰見線活化計劃」會議後，最終決定於2029年度由愛之風富山鐵道接手兩線，並逐步改善兩線的規格及最終將兩線一體化。

## 歷史
- 1991年12月24日：JR向政府及在野黨派提出北陸新幹線第1期（長野～金凙）通車時，在來線將由JR西日本脫離營運的協議。
- 1996年12月25日：政府及在野黨派同意北陸新幹線第1期通車時，在來線將由JR西日本脫離營運的協議，並決定由JR向當地各自治團介紹及尋求同意。
- 2001年4月19日：富山以東各自治體確認當北陸新幹線第1期通車時，在來線將由JR西日本脫離營運。
- 2005年4月18日：富山以西各自治體確認當北陸新幹線第1期通車時，在來線將由JR西日本脫離營運。

- 7月11日：「富山縣並行在來線對策協議會」正式成立，成員包括縣市村町代表、縣內主要經濟團體組織，如北陸經溓連合會、富山縣商工會議所連合會、富山縣商工會連合會、富山縣中小企業團體中央會、富山縣經營者協會、富山經濟同友會等。

- 2011年5月30日：「富山縣並行在來線對策協議會」發表了「並行在來線（北陸本線縣内區間）」的經營基本方針」。
- 2012年：

- 1月23日：「富山縣並行在來線對策協議會」發表了首份「富山縣並行在來線経營計畫概要」。
- 7月24日：公司正式成立。成立時原名富山縣並行在來線準備股份有限公司（富山県並行在来線準備株式会社）。
- 11月24日：JR西日本同意轉換部份鐵道資産予公司。
- 11月28日：富山縣內各自治體同意出資成立「經營安定基金」。

- 2013年：

- 3月28日：「富山縣並行在來線對策協議會」發表了「富山縣並行在來線経營計畫概要」最終版本。
- 12月6日：正式申請第一種鐵道事業許可。
- 7月1日：公司名稱正式改為愛之風富山鐵道。

- 2014年：

- 1月8日：首任董事長兼社長、前富山縣副知事植出耕一因急性心臟衰竭而死亡。
- 1月22日：原副社長市井正之獲推薦為新任社長，並於2月1日正式就任。
- 2月28日：取得市振－富山－俱利伽羅間總長100.1公里的鐵路線之第一種鐵道事業許可。
- 10月27日：正式公佈新車費列表。

- 2015年：

- 3月14日：北陸本線俱利伽羅～市振（設施則為石動～越中宮崎）移交，鐵路事業正式運作。
- 3月26日：沿線各站導入ICOCA感應器。
- 6月1日：本社由富山縣富山農林振興中心諏訪川原廳舎搬至富山站北口。

- 2016年：

- 2月27日：愛之風富山鐵道的ICOCA定期券開始發售。
- 8月28日：特別列車「富山繪卷」開始運行。

- 2017年：

- 4月1日：市井正之退任社長。會長一職由富山縣副知事寺林敏擔任、社長由原代表副董事兼總務企副部長日吉敏幸接任。
- 4月2日：JR西日本不再負責原北陸本線的指令服務，自家指令中心開始運作，全線亦改用新旅客資訊錄音及各自的代表發車音樂（部份早於3月13日已試験導入）。另外達成了乘客3000萬人。
- 4月15日：隨可使用ICOCA的地區擴大，發覺個別區間車費比起由城端線車站轉乘的車費還要貴，因此新增了高岡～越中大門間、及西高岡～高岡間（只限小童）的特定車費。

- 2019年：

- 4月6日：觀光列車「一萬三千尺物語」開始運行。
- 8月5日：本社由富山站北口遷至明輪町1番50號（富山站高架下）。

- 2021年4月27日：公式吉祥物「愛之助」（あいの助）登情[26]。
- 2023年4月1日：車費上調，是開業後首次[27][28]。
- 2024年：

- 2月8日：公佈獲國土交通省認定，將於約5年後從JR西日本中接管城端線及冰見線。
- 6月25日：第三任社長日吉敏幸退任，轉為取締役會長；社長一職則由原富山縣教育長伍嶋二美男就任。

## 車費
2014年10月27日，公佈了最高可徵收車費及實際車費表。區間內加幅由5%-15%不等，其中全區間（倶利伽羅—市振）加幅只是120日圓，是加幅最輕微的區間；相反介乎7-10公里的路段，JR車費原為200日圓，轉換後將調升至230日圓，是加幅最高的區間，達15%。2020年原打算再申請加價，但因新型冠狀病毒疫情影響而擱置，2022年12月獲得了北陸信越運輸局批准，於2023年4月1日起加價，幅度約為2%-6%。
| 距離     | 2023年的車費 （日圓） | 2015年開業時的車費 （日圓） | JR實時代車費 （日圓） | 與2023年車費差距（日圓）（百分比） | 與2015年車費差距（日圓）（百分比） |
| -------- | --------------------- | --------------------------- | --------------------- | ---------------------------------- | ---------------------------------- |
| 最初3km  | 170                   | 160                         | 140                   | 30 (21.4%)                         | 20 (14.4%)                         |
| 4 - 6    | 220                   | 210                         | 190                   | 30 (15.8%)                         | 20 (10.5%)                         |
| 7 - 10   | 240                   | 230                         | 200                   | 40 (20%)                           | 30 (15%)                           |
| 11 - 15  | 290                   | 270                         | 240                   | 50 (20.8%)                         | 30 (12.5%)                         |
| 16 - 20  | 390                   | 360                         | 320                   | 70 (21.9%)                         | 40 (12.5%)                         |
| 21 - 25  | 500                   | 460                         | 410                   | 90 (22.0%)                         | 50 (12.1%)                         |
| 26 - 30  | 600                   | 560                         | 500                   | 100 (20%)                          | 60 (12%)                           |
| 31 - 35  | 700                   | 660                         | 580                   | 120 (17.1%)                        | 80 (13.8%)                         |
| 36 - 40  | 810                   | 760                         | 670                   | 140 (17.3%)                        | 90 (13.4%)                         |
| 41 - 45  | 920                   | 860                         | 760                   | 160 (17.4%)                        | 100 (13.1%)                        |
| 46 - 50  | 1020                  | 960                         | 840                   | 180 (21.4%)                        | 120 (14.3%)                        |
| 51 - 60  | 1180                  | 1110                        | 970                   | 210 (21.6%)                        | 140 (14.4%)                        |
| 61 - 70  | 1390                  | 1260                        | 1140                  | 250 (18.0%)                        | 120 (14.2%)                        |
| 71 - 80  | 1590                  | 1460                        | 1320                  | 270 (20.5%)                        | 140 (14.1%)                        |
| 81 - 90  | 1810                  | 1660                        | 1490                  | 320 (21.5%)                        | 170 (11.4%)                        |
| 91 - 100 | 2010                  | 1860                        | 1660                  | 350 (21.1%)                        | 200 (12.1%)                        |
| 101      | 2220                  | 2060                        | 1940                  | 280 (14.4%)                        | 120 (5.1%)                         |

## 外部連結
- 愛之風富山鐵路官方網站 （页面存档备份，存于）（日語）
- YouTube上的富山電視台有關風之風富山鐵道開業10年的回顧及發展探討（2024年8月15日播放）